# Даріуш Галаванд
Даріуш Галаванд (перс. داریوش قلاوند; нар. 14 липня 1977) — іранський борець греко-римського стилю, бронзовий призер чемпіонату Азії.

## Життєпис
У 1995 році завоював срібну медаль чемпіонату світу серед молоді.
Виступав за борцівський клуб «Рах Ахан». Тренер — Ж. Р. Житазі.

## Спортивні результати на міжнародних змаганнях

### Виступи на Чемпіонатах Азії
| Змагання                       | Збірна | Вагова категорія                 | Місце  |
| ------------------------------ | ------ | -------------------------------- | ------ |
| Чемпіонат Азії з боротьби 1997 | Іран   | греко-римська боротьба, до 97 кг | Бронза |

### Виступи на інших змаганнях
| Змагання                             | Збірна | Вагова категорія                 | Місце  |
| ------------------------------------ | ------ | -------------------------------- | ------ |
| Кубок Азії і Океанії з боротьби 1997 | Іран   | греко-римська боротьба, до 97 кг | Срібло |

### Виступи на змаганнях молодших вікових груп
| Змагання                                      | Збірна | Вагова категорія                 | Місце  |
| --------------------------------------------- | ------ | -------------------------------- | ------ |
| Чемпіонат світу з боротьби серед молоді 1995  | Іран   | греко-римська боротьба, до 90 кг | Срібло |
| Чемпіонат світу з боротьби серед юніорів 1997 | Іран   | греко-римська боротьба, до 90 кг | 8      |